# 시마네정
시마네정(島根町)은 시마네현 동부에 위치했던 정이며 야쓰카군에 속했다.
현재는 합병으로 마쓰에시 시마네정에 해당한다.

## 역사
- 1956년 1월 10일 - 3개의 촌이 합병해 시마네촌이 성립하였다.
- 1969년 4월 1일 - 정으로 승격해 시마네정이 되었다;.
- 2005년 3월 31일 - 마쓰에시, 가시마정, 미호노세키정, 야쿠모촌, 다마유정, 신지정, 야쓰카정과 합병해 새로운 마쓰에시가 성립하였다. 동일 시마네정은 폐지되었다.

## 교통

### 도로
- 시마네현도 제21호선
- 시마네현도 제37호선
- 시마네현도 제182호선